# Réserve Naturelle de La Trinité
Réserve Naturelle de La Trinité är ett naturreservat i Franska Guyana (Frankrike). Det ligger i den centrala delen av landet, 110 km väster om huvudstaden Cayenne.